# Kovács Adorján
Kovács Adorján (Kárásztelek, 1938. november 2.) romániai magyar kertészmérnök, mezőgazdasági szakíró.

## Életútja
Nagyváradon gépipari szakiskolát végzett (1955), egy évig vasesztergályos Nagyváradon, majd Székelyudvarhelyen szerzett mezőgazdasági könyvelői szakképesítést (1957). A kézdivásárhelyi, majd a szilágysomlyói rajoni néptanács mezőgazdasági osztályán könyvelő (1957–60). A bukaresti Nicolae Bălcescu Mezőgazdasági Főiskolán kertészmérnöki diplomát nyert (1965). László Gyula, a romániai szőlőtermesztés kiváló szakembere mellett a Valea Călugărească borvidéki Szőlészeti Kutatóintézetben dolgozott 1970-ig, majd a balázsfalvi Szőlészeti Kutatóállomás főmérnökévé nevezték ki, hogy a nagy árvíz után újjászervezze a közép-erdélyi borgazdaságokat korszerűsítő kutatómunkát.
Míg előző munkahelyén a szőlőtőke-művelés tökéletesítésével és az ültetvények gyomirtási technológiájának kidolgozásával tűnt ki, Balázsfalván kiemelkedő munkát végzett a szőlészeti szaporítóanyag tökéletesítése és új hazai meg idegen eredetű szőlőfajták meghonosítása terén. Szakközlönyök hasábjain megjelent román nyelvű szakdolgozatai mellett 1985-től a Falvak Dolgozó Népe külső munkatársa. A Csávossy Györggyel és Mezei Sándorral közösen írt Szőlészeti és borászati kézikönyv (1974) szőlőtermesztéssel és szaporítással foglalkozó fejezeteinek szerzője.
1990 után az RMDSZ-ben politizált, 1997-ben ő töltötte be Romániában a Mezőgazdasági és Élelmiszeripari Minisztérium államtitkári posztját. Az erdélyi megyéket is végiglátogatta, s érzékelte a mezőgazdasági hitel hiányának problémáját, amelyet úgy tud orvosolni, ha a gazdák lekötik előre termésük eladását. 1998 májusában Pete István nagyváradi közgazdász lett az utódja.